# Johnny Cash and His Woman
Johnny Cash and His Woman je album Johnnyja Casha i June Carter Cash, objavljen 1973. u izdanju Columbia Recordsa. To je kolekcija njihovih dueta, od kojih se neki nisu pojavljivali na prethodnim albumima. Album je zauzeo 32. mjesto na country ljestvici; "Alleghany" je objavljen kao singl, ali nije postigao značajniji uspjeh.

## Popis pjesama
1. "The Color of Love" (Billy Edd Wheeler) – 2:45
2. "Saturday Night in Hickman" (Cash) – 2:32
3. "Allegheny" (Chris Gantry) – 3:31
4. "Life Has Its Little Ups and Downs" (Margaret Ann Rich) – 2:36
5. "Matthew 24 (is Knocking at the Door)" (Cash) – 2:42
6. "City of New Orleans" (Steve Goodman) – 3:41
7. "Tony" (D. C. Powers) – 3:28
8. "The Pine Tree" (Wheeler) – 3:00
9. "We're for Love" (Reba Hancock/M. S. Tubb) – 2:01
10. "Godshine" (Powers) – 2:15

## Ljestvice
Album - Billboard (Sjeverna Amerika)
| Godina | Ljestvica      | Pozicija |
| ------ | -------------- | -------- |
| 1958.  | Country albumi | 32       |

Singlovi - Billboard (Sjeverna Amerika)
| Godina | Singl       | Ljestvica        | Pozicija |
| ------ | ----------- | ---------------- | -------- |
| 1959.  | "Alleghany" | Country singlovi | 69       |

## Vanjske poveznice
- Podaci o albumu i tekstovi pjesama